# Ermanno IV di Weimar-Orlamünde
Ermanno IV di Weimar-Orlamünde, secondo un diverso metodo di conteggio Ermanno V, (... – 1319) fu un conte di Weimar-Orlamünde della linea collaterale della stirpe Ascanide di Weimar-Orlamünde.
Ermanno IV era figlio del conte Ottone III. Dopo la morte di suo padre, lui e suo fratello Ottone IV gli succedettero. Appare come signore di Weimar e di Schönwerde. Nel 1290 sposò Mechthild († dopo il 1339), figlia del conte Federico di Rabenswalde († 1315) e di Elisabetta, contessa di Mansfeld e Osterfeld († 1320). Tra i suoi nove figli ci sono Federico, un successivo conte, e Giovanni, un commendatore della commenda di Weimar dell'Ordine Teutonico. L'epitaffio di Ermanno si trova nella Cappella Elisabeth a Naumburg.